# Баллистин
Баллистин (англ. Ballysteen; ирл. Baile Stiabhana) — деревня в Ирландии, находится в графстве Лимерик (провинция Манстер).
Здесь базируется клуб Ballysteen GAA, основанный в 1890 году.